# Festival musiques et gastronomie du monde
Le festival Musiques et Gastronomie du Monde est un événement culturel organisé chaque année depuis 1995 en Pays Royannais (Charente-Maritime). 
Créé en 1994 par Didier Trambouze alors responsable du service culturel du Carel (pôle universitaire décentralisé de l’université de Poitiers, situé à Royan), l'idée se concrétise en 1995, afin de clore l'année universitaire. Le concept est basé sur le partage et la  promotion des différentes cultures du monde, valeurs au cœur du projet porté par le Carel, au travers des concerts et des multiples possibilités de découvrir des saveurs variées dans les stands tenus par des restaurateurs de la région, proposant des spécialités du monde, de Madagascar au Viêt Nam en passant par le Maroc ou l'Inde. L'artisanat s'invite aussi au cœur du village du festival, proposant des créations d'Afrique, d' Orient ou d'Asie. 
En 1998, Didier Trambouze se voit confier la direction de l'association Créa à Saint Georges de Didonne, commune limitrophe de Royan, et il y transfère le festival. La popularité de celui-ci s'accentue année après année. Sur la période 1999- 2014, le festival s'installe sur la pelouse du stade Colette Besson et en 2015 ,au lac d'Enlias.
La scène du festival accueille, depuis sa création, des groupes émergents issus de la scène régionale ou nationale, mais aussi des artistes confirmés venus des quatre coins du monde : Bernard Lavilliers et La Varda se produisent ainsi en 2008, Sinsemilia en 2009, Mascarimirì en 2013, Tryo en 2014. Le public du festival n'oubliera pas non plus les prestations de  Jamaica All Stars, de  Souad Massi  ou de Tri Yann.
En 2016, avec le départ de Didier Trambouze de la direction de l'association Créa, l'organisation du festival est confiée au Comité des fêtes et d'animation de La Palmyre, en étroite collaboration avec la commune des Mathes- La Palmyre. Les 22e et 23e éditions ont lieu sur le magnifique site du Port de La Palmyre. The Churchfitters s'y produisent en 2016, Mas Bajo, Hass Mosa et Vaguement la Jungle en 2017. L'édition 2018 se voit annulée pour cause d'élections municipales anticipées aux Mathes- La Palmyre. 
En 2019, l'organisation du festival est confiée à la Commune de Saint-Palais-sur-Mer, proche de Royan. Didier Trambouze en assure la programmation artistique. Le service culturel et celui de la communication de la commune prennent en charge l'organisation et la promotion de cette 25e édition.   
Depuis 2019, le festival poursuit son développement sur le site extraordinaire du Concié, face à l'océan atlantique et au phare de Cordouan.   